# Montsalès
Montsalès település Franciaországban, Aveyron megyében. Lakosainak száma 323 fő (2022. január 1.). Montsalès Ambeyrac, Balaguier-d’Olt, Foissac, Ols-et-Rinhodes és Villeneuve községekkel határos.

## Népesség
A település népességének változása:
| Lakosok száma | 219  | 203  | 199  | 234  | 273  | 312  | 330  | 327  | 326  | 323  |
|               | 1968 | 1982 | 1990 | 2006 | 2013 | 2015 | 2017 | 2019 | 2020 | 2022 |